# Cantón de La Petite-Pierre
El cantón de La Petite-Pierre era una división administrativa francesa, que estaba situada en el departamento de Bajo Rin y la región de Alsacia.

## Composición
El cantón estaba formado por veinte comunas:
- Erckartswiller
- Eschbourg
- Frohmuhl
- Hinsbourg
- La Petite-Pierre
- Lichtenberg
- Lohr
- Petersbach
- Pfalzweyer
- Puberg
- Reipertswiller
- Rosteig
- Schœnbourg
- Sparsbach
- Struth
- Tieffenbach
- Weiterswiller
- Wimmenau
- Wingen-sur-Moder
- Zittersheim

## Supresión del cantón de La Petite-Pierre
En aplicación del Decreto n.º 2014-185 de 18 de febrero de 2014, el cantón de La Petite-Pierre fue suprimido el 22 de marzo de 2015 y sus 20 comunas pasaron a formar parte del nuevo cantón de Ingwiller.